# Liste der Monuments historiques in Malaucourt-sur-Seille
Die Liste der Monuments historiques in Malaucourt-sur-Seille führt die Monuments historiques in der französischen Gemeinde Malaucourt-sur-Seille auf.

## Liste der Objekte
| Bezeichnung | Beschreibung    | Standort                        | Kennzeichnung | Schutzstatus | Datum | Bild |
| ----------- | --------------- | ------------------------------- | ------------- | ------------ | ----- | ---- |
| Pietà       | 15. Jahrhundert | in der Kirche Notre-Dame (Lage) | PM57000933    | Inscrit      | 1996  |      |